# Havtornsuddslingan

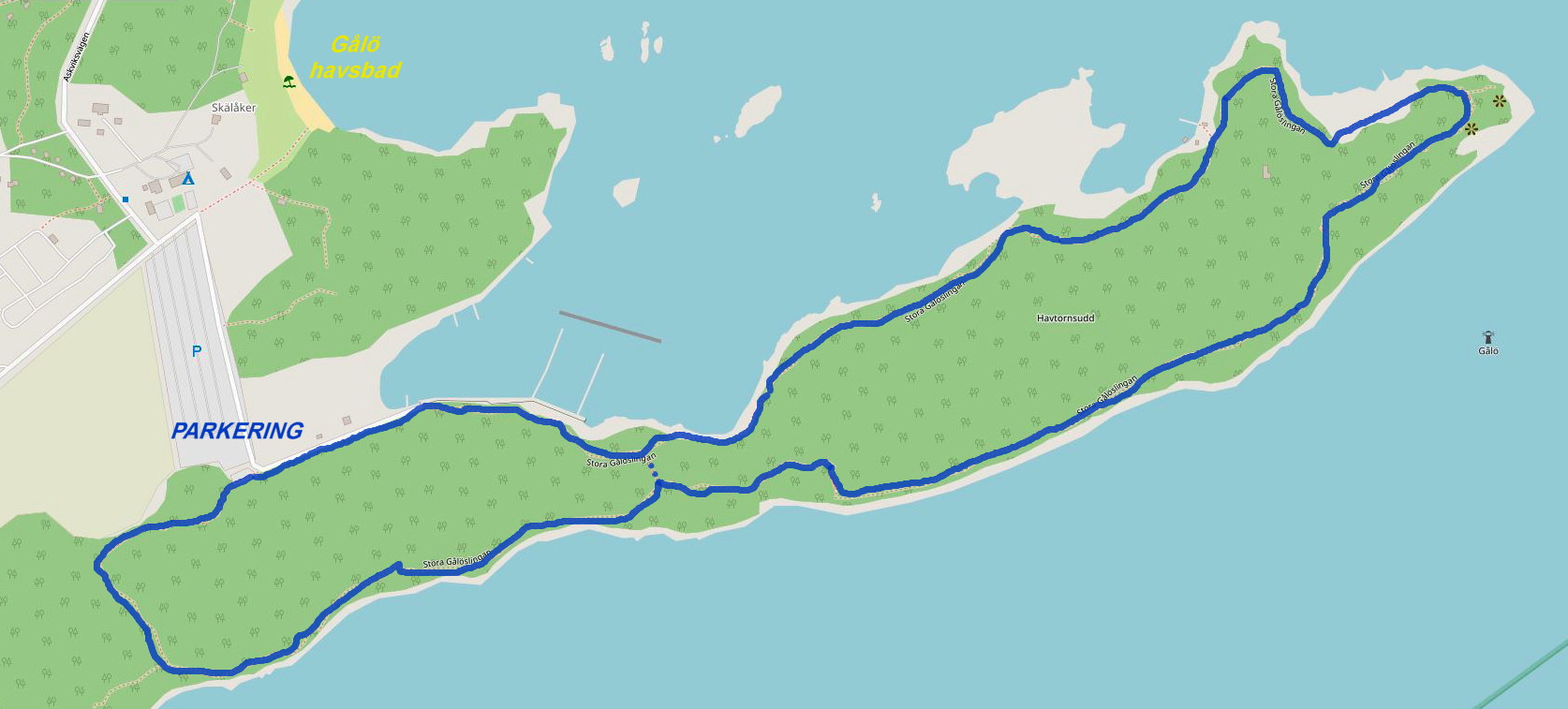
Havtornsuddslingan karta.

Havtornsuddslingan är en 4,5 kilometer lång vandringsled runt halvön Havtornsudd på Gålö i Stockholms skärgård, Haninge kommun. Slingan går inom Gålö naturreservat.

## Beskrivning

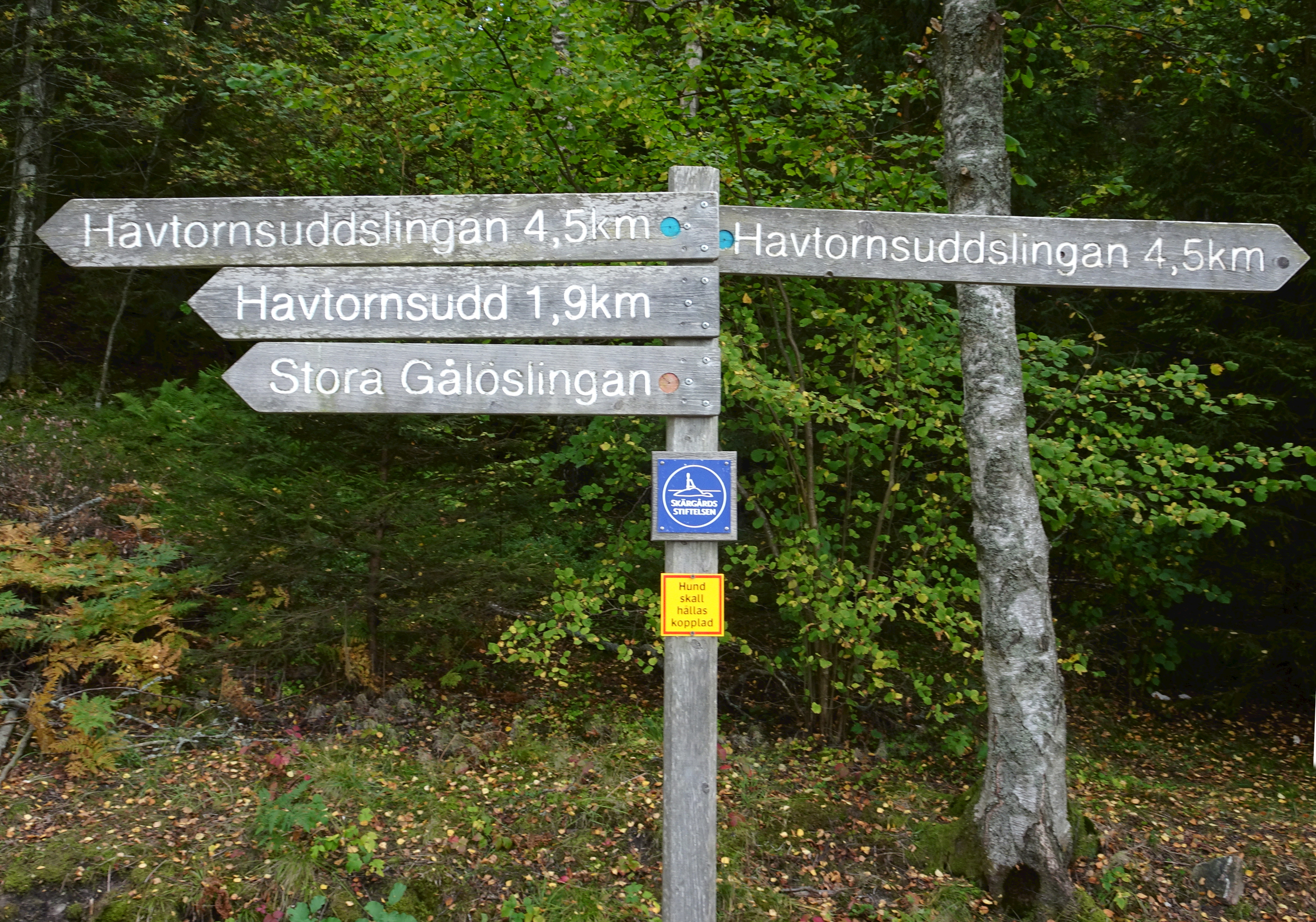
Vägvisare vid parkeringen.

Havtornsuddslingan sträcker sig huvudsakligen längs strandlinjen av den långsmala halvön Havtornsudd. Slingan har blåa markeringar och är en del av den 11,7 kilometer långa Stora Gålöslingan som har röda markeringar. 
Start och mål är parkeringen vid Gålö havsbad. Längs stigen finns flera iordningställda rast- och grillplatser. Havtornsuddslingan betecknas som medelsvår till svår på grund av kraftig kupering och flera långa trappor i södra delen. Slingan är inte anpassad för personer med nedsatt rörelseförmåga.
Går man högervarv längs halvöns norra sida passerar man först Skälåkers Båtklubb och klubbens marina vid Skälåkersviken. Därefter sträcker sig leden genom ett skogsområde och över fiskartorpet Havtornsudds gamla tomtplats. Stället hette ursprungligen Havsörsudd och var bebott ända fram till 1930-talet. Idag finns bara torpets källare kvar. Vid vattnet märks sjöbodar och bryggor som disponeras av Skärgårdsbröderna och hyrs ut av Skärgårdsstiftelsen.
Slingans ostligaste och södra del bjuder besökaren på storslagna vyer över Sandemarsfjärden och Fåglaröfjärden, bland annat Havtornsklippan med Gålö fyr och sjömärket Johannisgrund. Vandringsledens södra del kännetecknas av stora höjdskillnader med branta klippor och några långa trappor. Lite längre söderut finns en tydlig dalgång som ursprungligen var ett sund som försvunnit genom landhöjningen. Här ligger rester efter en äldre begravningsplats som består av 24 gravar. Allt talar för att det är ryska soldater som vilar här. Platsen är ett fornminne med  RAÄ-nummer Österhaninge 513:1.

## Bilder

Norra delen
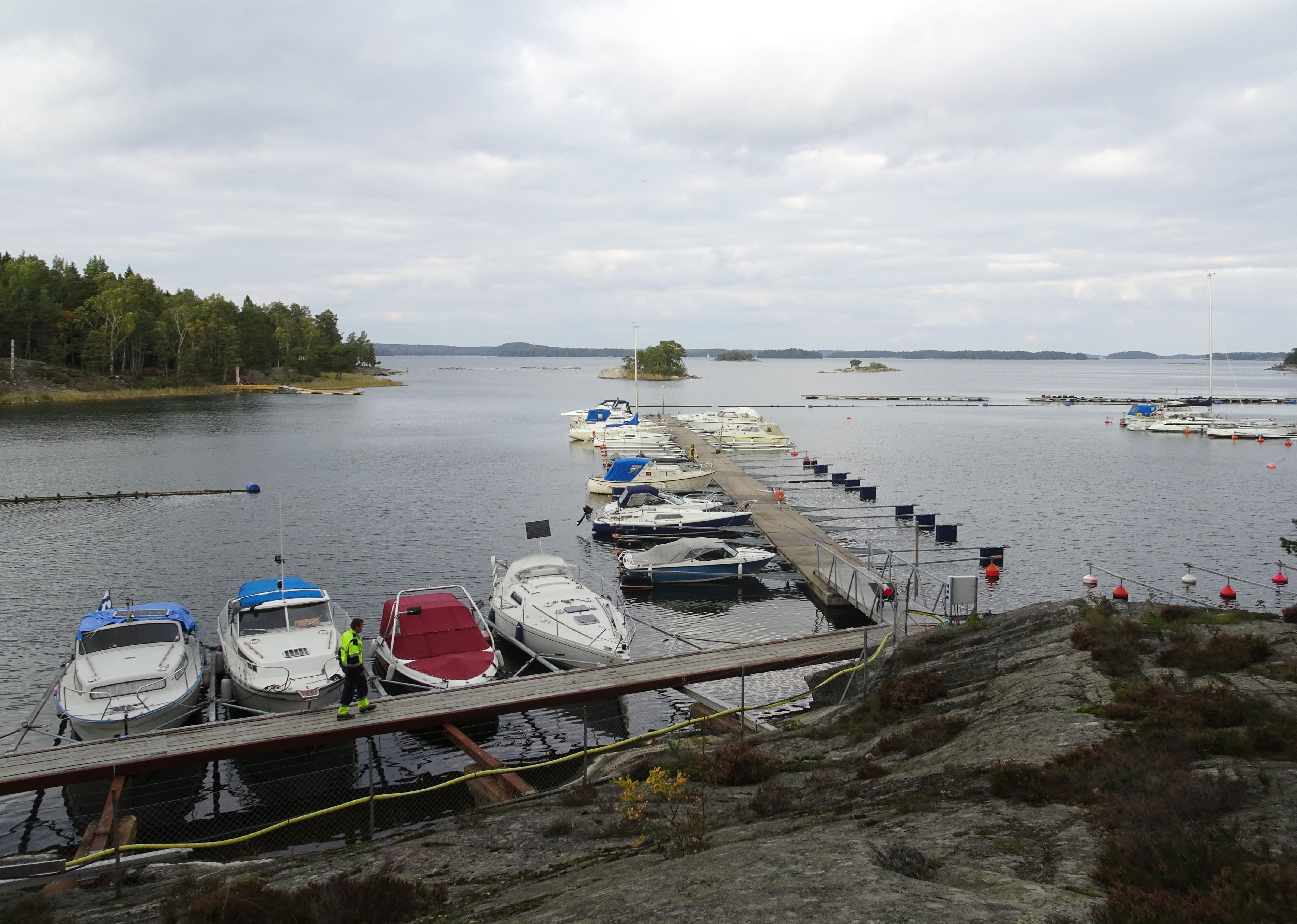
Skälåkers Båtklubb.
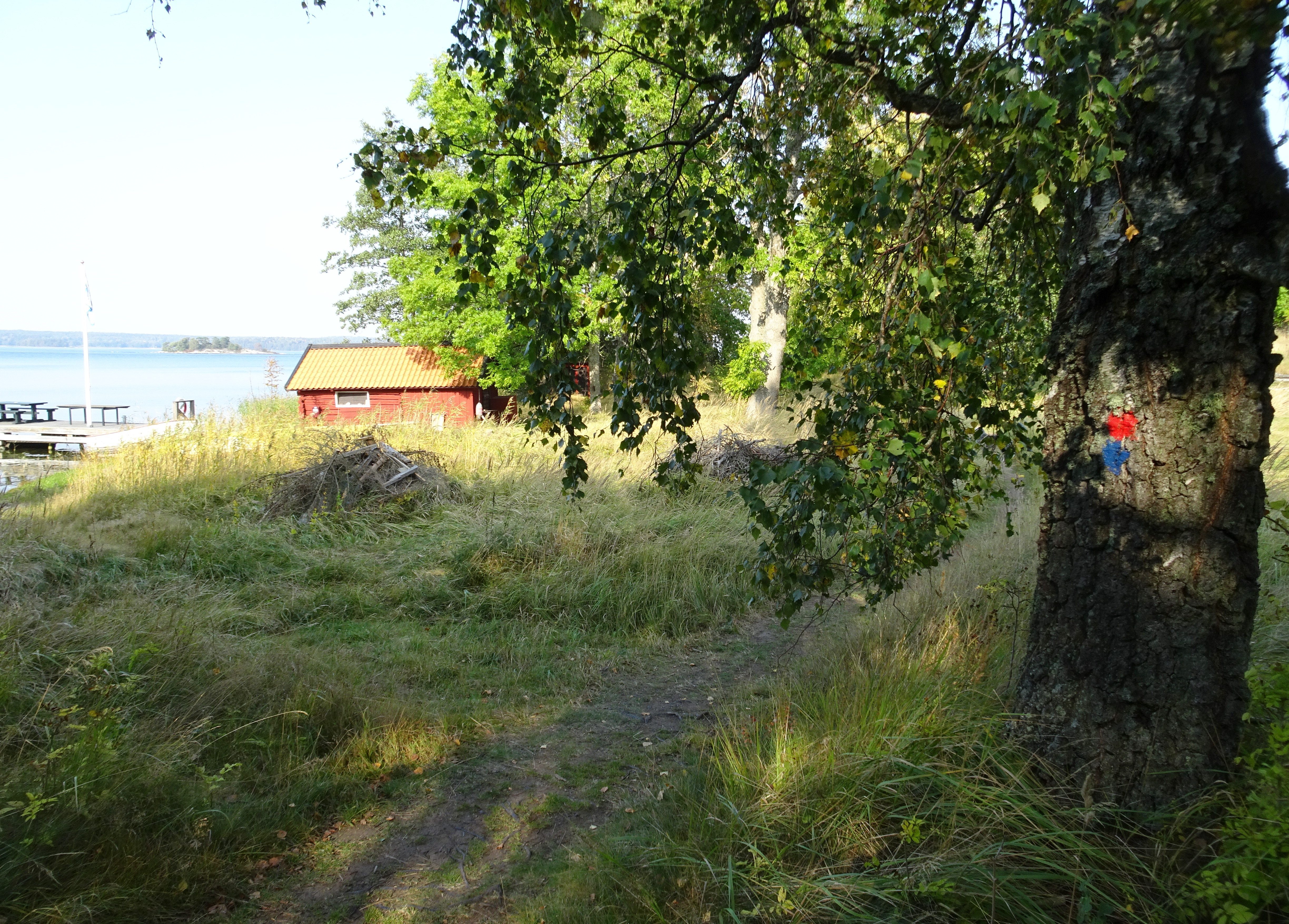
Torpet Havtornsudds gamla tomtplats.
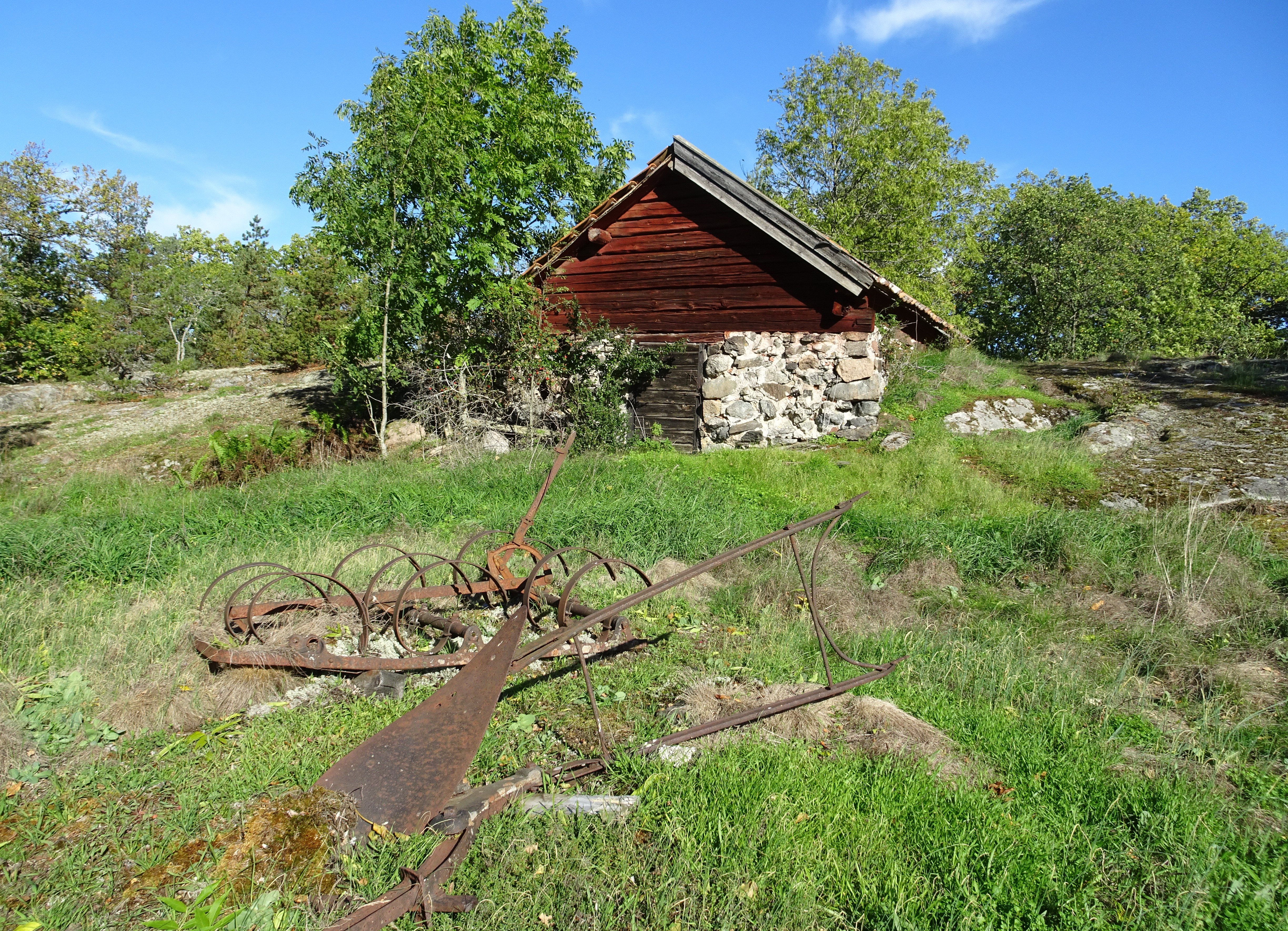
Torpets gamla källare.
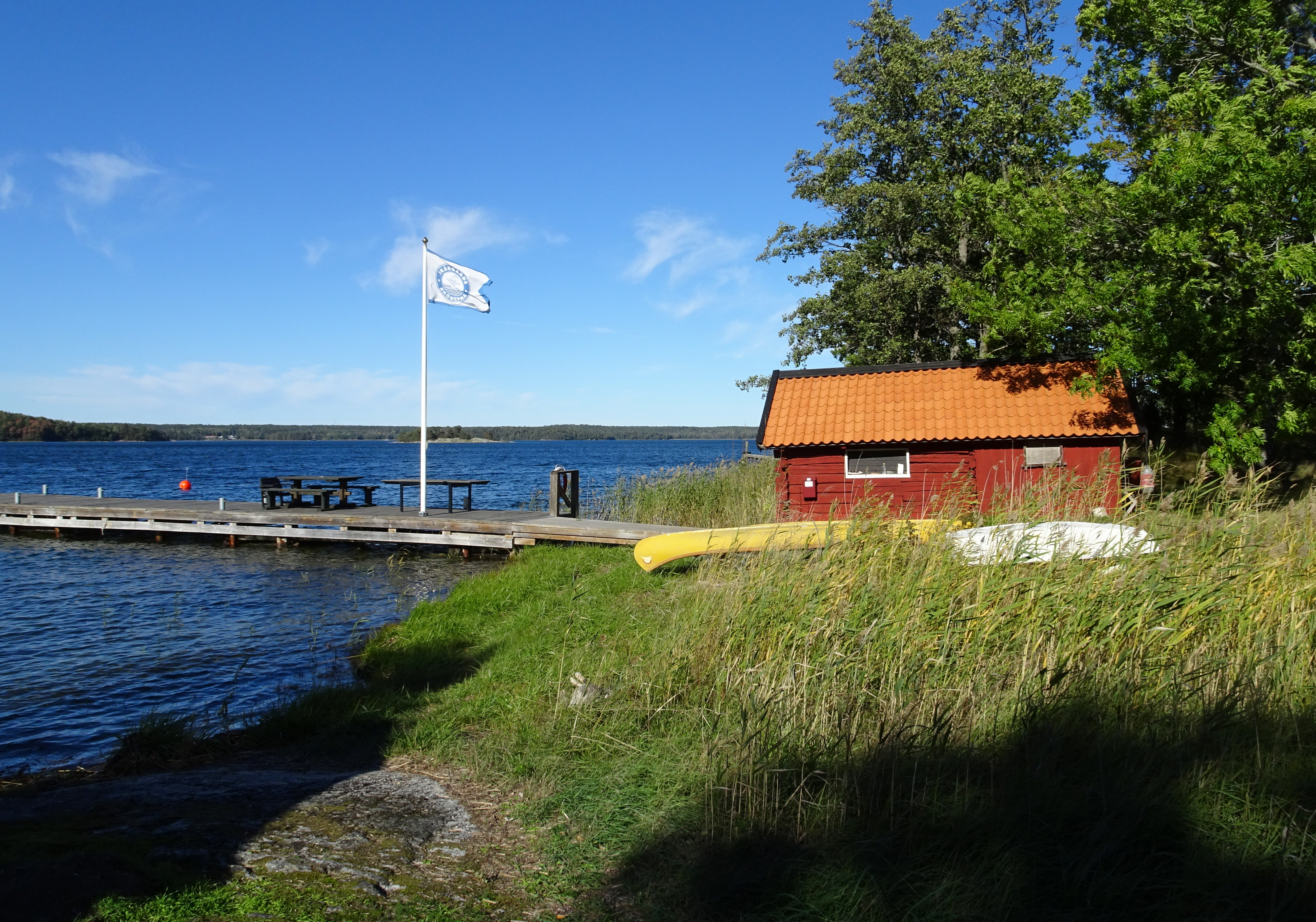
Skärgårdsbrödernas sjöbod.
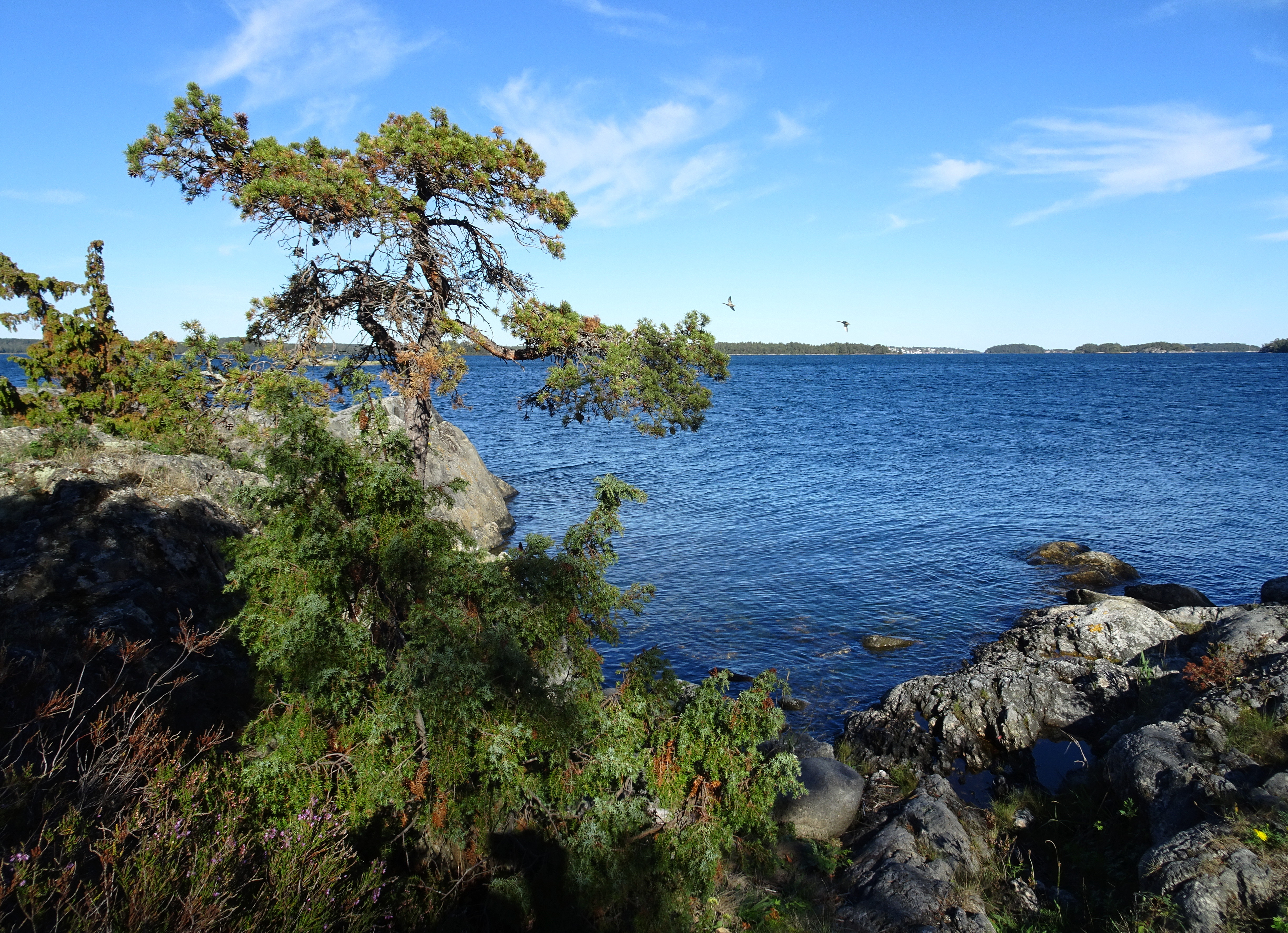
Havtornsudds norra udde.

Södra delen
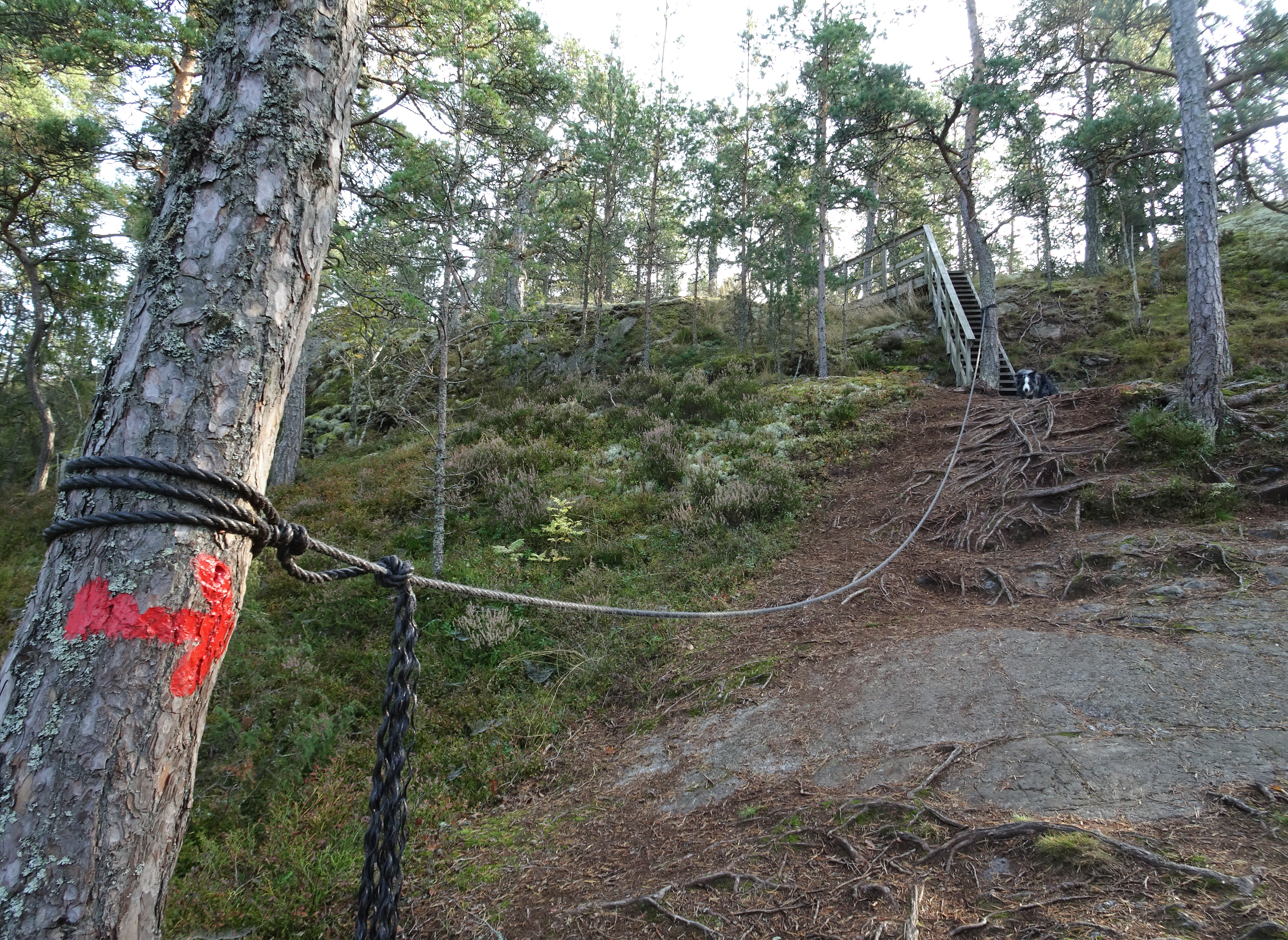
Brant stigning och trappa.
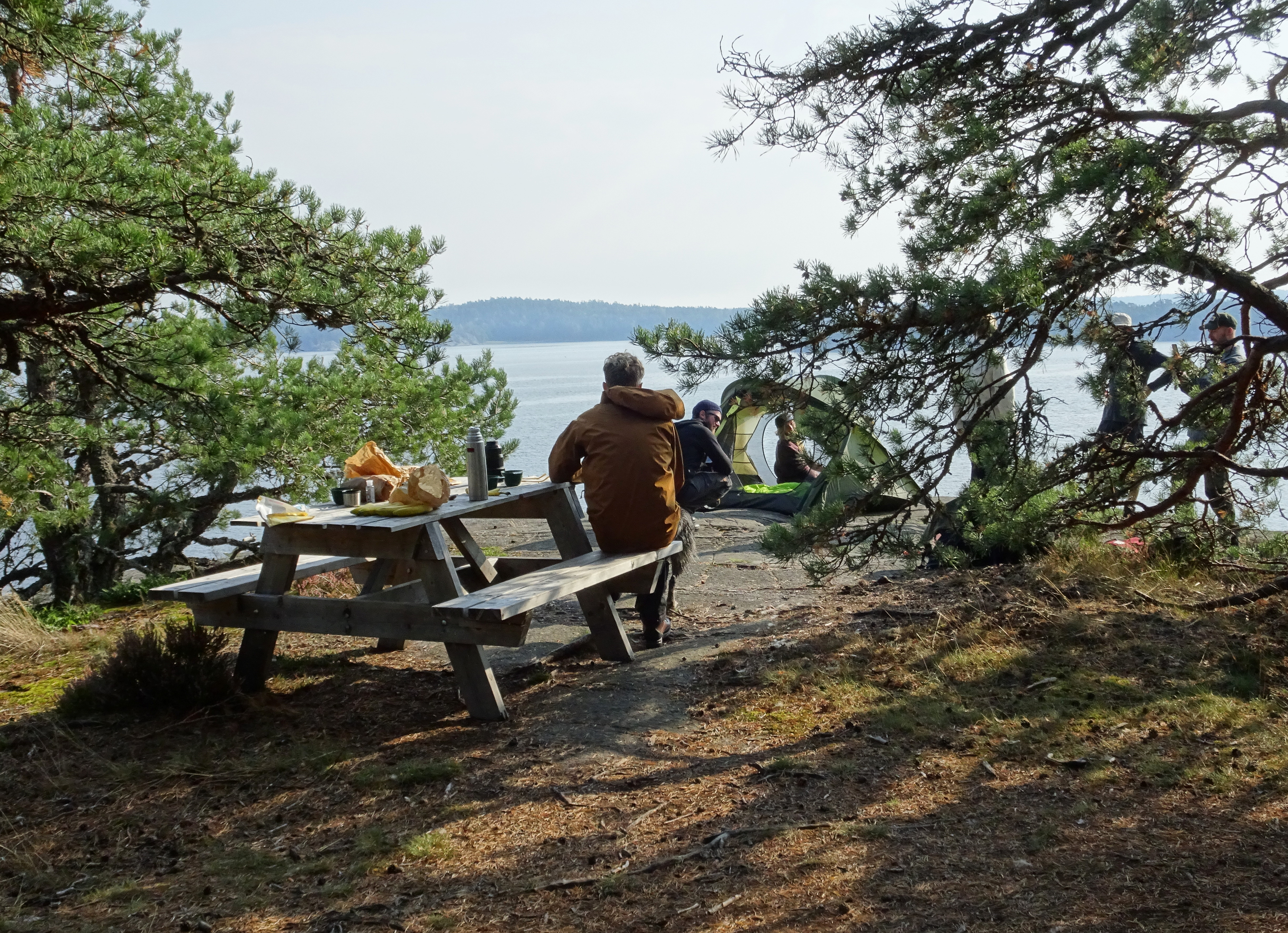
Rastplats.
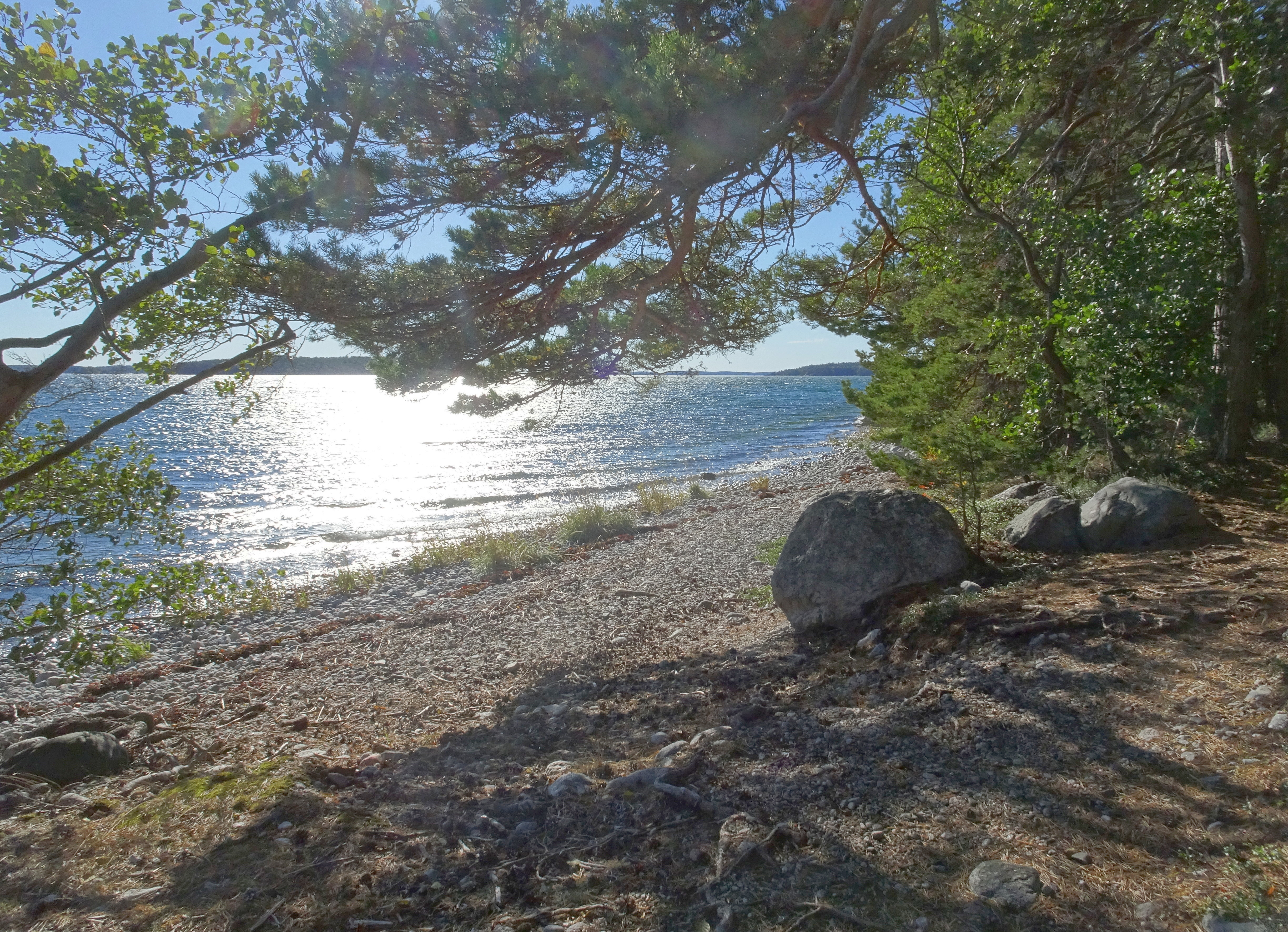
Vid Fåglaröfjärdens strand.
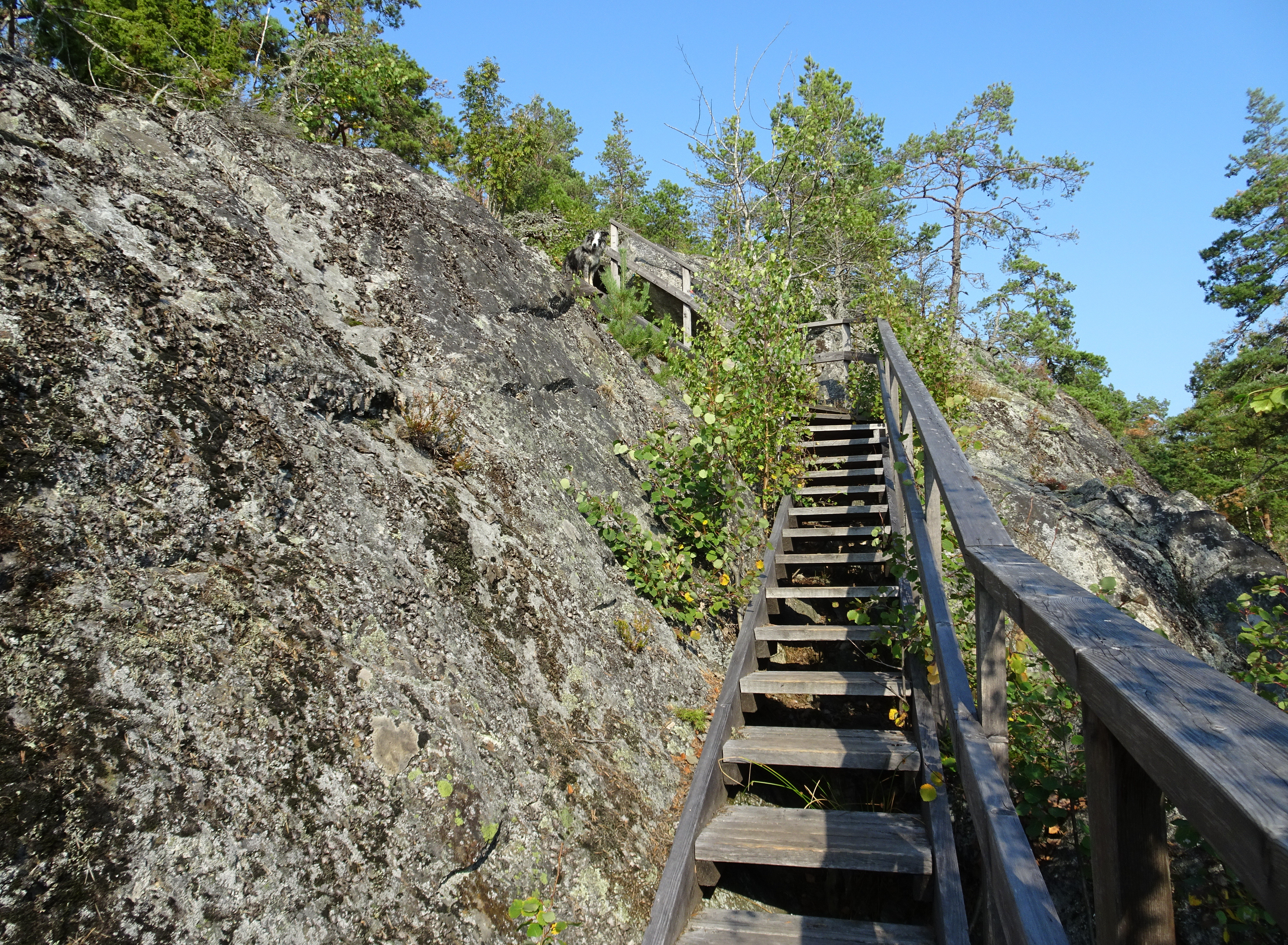
Ännu en trappa.
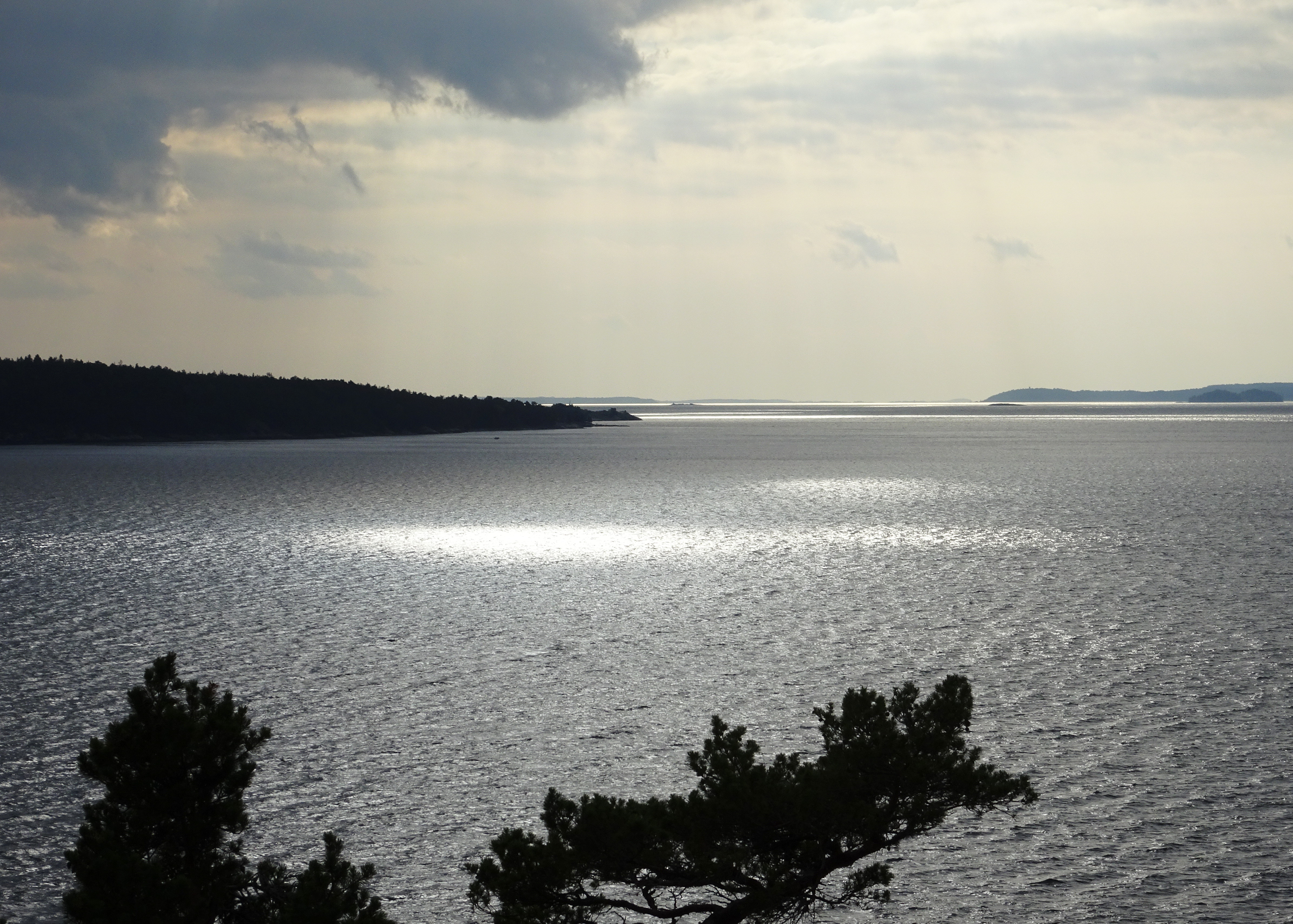
Vidsträckt utsikt över Fåglaröfjärden och Mysingen.

## Andra sjönära vandringar i Stockholms län
- Aspens naturstig (7,5 km)
- Bornsjöns natur- och kulturstig (11 km)
- Brunnsviken runt på Hälsans stig (7 km)
- Djurgårdsbrunnsviken runt på Hälsans stig (7 km)
- Elfviksleden (9 km)
- Flaten runt (6 km)
- Gömmarrundan (3,5 km)
- Judarskogens naturstig (2,2 km)
- Källtorpssjön runt (5 km)
- Måsnarenleden (12 km)
- Mälarpromenaden (4,8 km)